# 刺牛蒡球虫
刺牛蒡球虫（学名：Xanthiosphaera lappacea）为胶球虫科牛蒡球虫属的动物。分布于中太平洋热带区、印度洋热带区，包括南海等海域。